# Sandåker
Sandåker är en by i Hålanda socken i Ale kommun, öster om Hålsjön. Mellan bebyggelsens i orten norra och södra del skiljer det mer än 200 meter varför SCB definierar och avgränsar orten som två olika småorter. Den norra delen benämns av SCB som Sandåker, medan den södra delen 2005 benämndes Sandåker (södra delen) medan den 2010 efter sammanväxning med området Bräckebergen söder därom benämns Sandåker (södra delen) och Bräckebergen.
1890-1966 fanns en lanthandel i Sandåker.